# Gottfried Rahn
Gottfried Rahn (* 12. April 1909 in Costewitz; † 5. September 2004 in Hannover) war ein deutscher Erziehungswissenschaftler und Hochschullehrer.

## Leben und Wirken
Er stammt aus der preußischen Provinz Sachsen. Nach dem Schulabschluss studierte er und promovierte an der Universität Leipzig zum Dr. phil. Am 14. August 1937 beantragte er die Aufnahme in die NSDAP und wurde rückwirkend zum 1. Mai desselben Jahres aufgenommen (Mitgliedsnummer 5.166.294). Er war zunächst als Volksschullehrer tätig und wurde 1955 Dozent für Unterrichts- und Bildungswesen und später Professor für Schulpädagogik an der Pädagogischen Hochschule in Hannover.

## Schriften (Auswahl)
- Der Platz der Wurzelschrift im Reich der deutschen Schriften. Wuppertal-Elberfeld 1940.
- 15 Jahre Sprechspur. Hannover 1956.
- Die Puppenschule. Hannover 1971.
- Eine lautgerechte und kurze, gemeinsame Schrift für alle Völker. Hannober [1986].
- Plansprache und Planschrift, ca. 1987.